# ファイブフォークスの戦い
ファイブフォークスの戦い（英:Battle of Five Forks）は、南北戦争の最終盤1865年4月1日にアポマトックス方面作戦の一部としてバージニア州ピーターズバーグの近くディンウィッデイー郡で行われた戦いである。この戦闘は南軍の最終的敗北を決定付けたという意味で、時として「南軍のワーテルロー」と言われることもあり、北軍のフィリップ・シェリダン少将が、南軍ロバート・E・リー将軍の北バージニア軍のジョージ・ピケット少将と戦った。この戦闘でピケットが敗北したことで、リーがピーターズバーグ周辺の塹壕線を放棄する決断を下す引き金となり、撤退を始めた後の4月9日にアポマトックス・コートハウスで降伏することに繋がっていった。

## 背景
3月31日のディンウィッディー・コートハウスの戦いの後でピケットは、北軍第5軍団から援軍が到着していることを知り、ハッチャーズラン背後の陣地に後退しようと思った。しかし、リーはピケットにハッチャーズランの手前で留まり、その歩兵師団と3個騎兵師団でファイブフォークスの交差点を確保するよう命令した。「ファイブフォークス」とはホワイトオーク道路とスコッツ道路、フォーズ道路（あるいは教会道路）、さらにディンウィッディー・コートハウス道路の交差点のことだった。リーの伝言は次のようなものだった。
ピケット隊はホワイトオーク道路沿いに全長約1.75マイル (2.8 km)に及ぶ材木と土の防御線を構築し、両側面は騎兵隊に守らせた。シェリダンの攻撃作戦は、全線にわたって騎兵で軽い圧力を与えて南軍を動きにくくしておき、ガバヌーア・ウォーレン少将の第5軍団全てで南軍の左側面を集中攻撃することだった。間違った地図や情報のために、シェリダンは敵の左側面が実際よりも遥か東にあるように思いこんでいた。
ぬかるんだ道路と絡まった藪のために北軍の動きが鈍くなり、ウォーレンは午後4時頃まで攻撃の準備ができなかった。シェリダンはその遅れについてウォーレンの個人的指導力を非難した（シェリダンはこの方面作戦の初期からウォーレンを評価しておらず、もし彼が適していなければ解任してよいとユリシーズ・グラントから秘密の許可を得ていた）。しかし、シェリダン自身の騎兵隊も同じような問題に直面しており、この戦闘ではほとんど戦わずに終わった。

## 戦闘
シェリダンがウォーレンに与えた攻撃作戦は2個師団を前面に出し、3個目の師団は予備隊として後に随いて前進することだった。前線の右師団はサミュエル・クロウフォード少将が指揮し、敵の工作物の外れに近い所からある角度で攻撃し、左師団はロメイン・B・エアーズ少将が指揮し、真っ正面から前線を攻撃することになっていた。しかし、誤った情報のために実際の側面はシェリダンが考えていたよりも遥か西にあったので、クロウフォードの師団は前進するにつれて完全に前線を見失ってしまい、エアーズの師団は前線を掠めたときに左から縦射を浴びるようになってしまった。
北軍の2つの師団は深く茂った藪の中で必死に方向を定めようとして、混乱の中で四苦八苦した。チャールズ・グリフィン少将の予備師団は混乱を増すよりも停止することを選んだ。中央に留まることを選んだウォーレンはその副官達を全て早駆けさせて攻撃の方向を正す伝言を伝えさせたが、それも効果はなく、ウォーレン自らが指揮を執るために馬で騎り出した。一方、シェリダンはエアーズの前衛とともに馬で進み、自ら突撃を指揮してピケットの前線左側面を突破した。この行為が当時の絵画やリトグラフに英雄的に描かれることになった。
南軍が新しい防御線を造ろうとしている時にグリフィンの師団がエアーズの右に動いて攻撃した。ウォーレンはクロウフォードの師団に北から戦闘に加わるよう命令した。シェリダンの騎兵隊がピケットの右側面を襲ったが、南軍兵が逃げ出すのを抑えられなかった。しかし、この戦闘は北軍の決定的な勝利となり、ピケット隊9,200名のうちの3分の1近くが損失となった。

## 戦闘の後
ピケットの不運な軍歴にまた一つ不面目が加わった。攻撃の時は部隊から2マイル (3 km)離れており、フィッツヒュー・リーやトマス・L・ロッサー少将たちとハッチャーズランの北で焼きシャッド（ニシン科の魚）を味わっているところだった。ピケットは将軍の不在を部下に伝えることを怠っており、指揮官のいないままにしていた。気象条件のために戦闘の音が消されてしまっており、戦闘が起こっていることに気付かなかった。ピケットが戦場に戻ったときは既に遅かった。
ファイブフォークスの交差点を失ったことで、リー軍にとって最善の逃走路であるサウスサイド鉄道に脅威が生まれた。翌4月2日の朝、リーはジェファーソン・デイヴィス大統領に、ピーターズバーグとリッチモンドを明け渡さねばならないことを伝え、グラントは防御の薄くなった南軍の塹壕線に対して第三次ピーターズバーグの戦いの総攻撃を掛けさせた。
北軍のフレデリック・ウィンスロップ准将がファイブフォークスで戦死し、南軍側で高い評価のあった砲兵士官ウィリー・ペグラム大佐が致命傷を負った。シェリダンはファイブフォークスに接近する時の第5軍団の行動に不満であり、ウォーレンを指揮官から解任した。
ファイブフォークスの戦場跡はピーターズバーグ国立戦場跡の一部として保存されている。